# Hodeidania brunnipalpis
Hodeidania brunnipalpis är en spindeldjursart som beskrevs av Roewer 1933. Hodeidania brunnipalpis ingår i släktet Hodeidania och familjen Daesiidae. Inga underarter finns listade i Catalogue of Life.